# Non non bijori
A Non non bijori (のんのんびより; Hepburn: Non Non Biyori) japán mangasorozat, melyet atto írt és rajzolt. A sorozat első fejezete 2009 szeptemberében, a Media Factory Gekkan Comic Alive magazinjában jelent meg, Észak-Amerikában a Seven Seas Entertainment licencelte. A Non non bijori történetének alaphelyszínéül atto korábbi műve, a Toko-toko & jume no jume szolgál. A Silver Link egy 12-epizódos animeadaptációt is készített, melyet 2013 októbere és 2013 decembere között sugároztak a japán televízióadók. Az anime Non non bijori Repeat című második évadát 2015 júliusa és 2015 szeptembere között adták le, a sorozat mindkét évadát a Sentai Filmworks forgalmazta Észak-Amerikában. 2018 nyarán Non non bijori Vacation címmel egy egész estés animációs filmet is be fognak mutatni.

## Cselekmény
A történet helyszínéül a kitalált Aszahigaoka vidéki kis falucska szolgál, ahol számos a városiak által természetesnek vélt komfort hiányzik: a legközelebbi bolt több kilométerre található, illetve a helyi iskolának is mindössze csak öt diákja van, akik ráadásul mind-mind más általános és középiskolai évfolyamosok. Icsidzsó Hotaru ötödikes tanuló Tokióból Aszahigaokába költözik, ahol az új barátai társaságában megpróbál hozzászokni a vidéki élethez.

## Szereplők
Mijaucsi Renge (宮内 れんげ; Hepburn: Renge Miyauchi)
Szinkronhangja: Koivai Kotori  (japán)
Elsőéves tanuló, Hikage és Kazuho húga. Renge gyakran a Njanpaszú (にゃんぱすー; a macskanyávogás hangutánzó szavának (にゃん) és a jó reggelt! (おはようございます！) kifejezések egyberántása) kifejezéssel köszönti barátait, illetve egyfajta vokális tikként egy szükségtelen „n” hangot ejt ki a mondatok végén.
Icsidzsó Hotaru (一条 蛍; Hepburn: Hotaru Ichijō)
Szinkronhangja: Murakava Rie  (japán)
Ötödikes tanuló, aki édesapja munkája miatt családjával Tokióból Aszahigaokába költözik. Korához képest magas, odavan Komariért, sok Komarit mintázó plüssbabát is varrt a szobája kidíszítésére. Mivel a rokonai a közelben laknak, ezért fiatalabb korában számos alkalommal látogatott el Aszahigaokára.
Kosigaja Nacumi (越谷 夏海; Hepburn: Natsumi Koshigaya)
Szinkronhangja: Szakura Ajane  (japán)
Középiskolai elsős tanuló. Lázadó és gondtalan személyiségű, gyakran visszabeszél édesanyjának, megvicceli nővérét, az iskolában gyengén teljesít. Magasabb mint Komari, a nővére.
Kosigaja Komari (越谷 小鞠; Hepburn: Komari Koshigaya)
Szinkronhangja: Aszumi Kana  (japán)
Középiskolai másodikos tanuló, Nacumi nővére. Alacsony, amiért állandóan siránkozik. Ártatlan személyiségű, könnyen megijed, amit Nacumi gyakran ki is használ.
Kosigaja Szuguru (越谷 卓; Hepburn: Suguru Koshigaya)
Középiskolai harmadikos tanuló, Nacumi és Komari bátyja. Ritkán szólal meg, az alkalmi képi komédián kívül kevés alkalommal kap szerepet.
Mijaucsi Kazuho (宮内 一穂; Hepburn: Kazuho Miyauchi)
Szinkronhangja: Nazuka Kaori  (japán)
Renge nővére, a helyi iskola egyetlen tanára. Imád aludni, és mivel a gyerekek gyakorlatilag öntanulók, ezért az órák alatt gyakran szunyókál.
Kagajama Kaede (加賀山 楓; Hepburn: Kaede Kagayama)
Szinkronhangja: Szató Rina  (japán)
Az Aszahigaokai Iskola egykori diákja, a helyi cukorkabolt tulajdonosa és eladója. A gyerekek, és főként Renge Dagasi-jának (駄菓子屋, ’Cukorkabolt’) hívják. A boltja sílécbérléssel is foglalkozik.
Mijaucsi Hikage (宮内 ひかげ; Hepburn: Hikage Miyauchi)
Szinkronhangja: Fukuen Miszato  (japán)
Renge nővére, elsőéves középiskolai tanuló Tokióban. Amikor visszautazik a faluba gyakran megpróbálja lenyűgözni a testvéreit és barátait a világias tapasztalataival, azonban Hotaru mindig rákontráz. Hikage atto Koakuma Meringue (こあくまメレンゲ, ’A kis ördög habcsókja’) című művében is szerepel.
Kosigaja Jukiko (越谷 雪子; Hepburn: Yukiko Koshigaya)
Szinkronhangja: Hiramacu Akiko  (japán)
Nacumi, Komari és Szuguru édesanyja. Gyakran szigorú, főként Nacumival, mivel az gyakran elkerüli a teendőit. Egykoron ő is a helyi iskolába járt, diákévei során sokszor viselte Kazuho gondját.
Fudzsimija Konomi (富士宮 このみ; Hepburn: Konomi Fujimiya)
Szinkronhangja: Sintani Rjóko  (japán)
Az Aszahigaokai Iskola egykori diákja, egy közeli középiskola harmadikos tanulója, a Kosigaja-család szomszédja.
Isikava Honoka (石川 ほのか; Hepburn: Honoka Ishikawa)
Szinkronhangja: Takagaki Ajahi  (japán)
Elsőéves diák, aki az iskolai nyári szünet alkalmával a nagymamája meglátogatására Aszahigaokába utazik, ahol összebarátkozik Rengével. Honoka atto Toko-toko & jume no jume (とことこ＆ユメのユメ) című művében is szerepel.

## Médiamegjelenések

### Manga
A mangasorozat első fejezete a Media Factory Gekkan Comic Alive magazinjában jelent meg, 2009. szeptember 26-án, a fejezetek 2020. május 23-ig tizenöt tankóbonkötetbe gyűjtve jelentek meg. A sorozatot a Seven Seas Entertainment licencelte Észak-Amerikában.

#### Kötetlista
| Kötet | Japán megjelenés     | Japán ISBN             | Angol megjelenés     | Angol ISBN             |
| ----- | -------------------- | ---------------------- | -------------------- | ---------------------- |
|       |                      |                        |                      |                        |
| 1     | 2010. március 23.    | ISBN 978-4-0406-6521-4 | 2015. június 29.     | ISBN 978-1-626921-48-1 |
| 2     | 2010. december 22.   | ISBN 978-4-0406-6522-1 | 2015. szeptember 15. | ISBN 978-1-626921-61-0 |
| 3     | 2011. október 22.    | ISBN 978-4-0406-6523-8 | 2016. január 26.     | ISBN 978-1-626921-82-5 |
| 4     | 2012. július 23.     | ISBN 978-4-0406-6524-5 | 2016. május 23.      | ISBN 978-1-626922-72-3 |
| 5     | 2013. február 23.    | ISBN 978-4-0406-6525-2 | 2016. szeptember 6.  | ISBN 978-1-626923-29-4 |
| 6     | 2013. szeptember 21. | ISBN 978-4-0406-6526-9 | 2017. január 17.     | ISBN 978-1-626923-86-7 |
| 7     | 2014. július 23.     | ISBN 978-4-0406-6813-0 | 2017. május 23.      | ISBN 978-1-626924-86-4 |
| 8     | 2015. március 23.    | ISBN 978-4-0406-7282-3 | 2017. szeptember 12. | ISBN 978-1-626925-42-7 |
| 9     | 2015. december 22.   | ISBN 978-4-0406-7860-3 | 2018. január 23.     | ISBN 978-1-626926-77-6 |
| 10    | 2016. szeptember 23. | ISBN 978-4-0406-8542-7 | 2018. július 31.     | ISBN 978-1-626927-86-5 |
| 11    | 2017. május 23.      | ISBN 978-4-0406-9252-4 | 2019. április 2.     | ISBN 978-1-642750-26-3 |
| 12    | 2018. február 23.    | ISBN 978-4-0406-9686-7 | 2019. szeptember 3.  | ISBN 978-1-642754-85-8 |
| 13    | 2018. november 21.   | ISBN 978-4-040651-80-4 | 2020. augusztus 25.  | ISBN 978-1-645055-22-8 |
| 14    | 2019. augusztus 23.  | ISBN 978-4-040640-16-7 | —                    | —                      |
| 15    | 2020. május 23.      | ISBN 978-4-040646-34-3 | —                    | —                      |

### Anime
A Silver Link által készített és Kavacura Sinja által rendezett 12-epizódos televíziós animesorozatot 2013. október 7-e és 2013. december 23-a között sugározták a japán televízióadók, ezzel párhuzamosan a Crunchyrollon is nézhető volt. A manga 2014. július 23-án megjelent hetedik kötete mellé egy OVA-epizódot is mellékeltek, ehhez hasonlóan a 2016. szeptember 23-án megjelent tizedik kötethez is. A sorozat nyitófőcím dala a Nano Ripe Nanairo bijori (なないろびより, ’Szivárványszínű időjárás’) című száma, míg a Zaq által komponált zárófőcímdala a Non non bijori (のんのん日和, ’Nem-nem időjárás’), melyet Murakava Rie, Szakura Ajane, Aszumi Kana és Koivai Kotori ad elő. A sorozatot a Sentai Filmworks licencelte Észak-Amerikában. A második évad, a Non non bijori Repeat 2015. július 6-a és 2015. szeptember 21-e között ment a japán televízióadókon. Nyitófőcím dala a Nano Ripe Kodama kotodama (こだまことだま, ’Visszhang, a lélek nyelve’), míg zárófőcímdala Murakava, Szakura, Aszumi és Koivai Okaeri (おかえり, ’Isten hozott!’) című száma. 2017 májusában új Non non bijori-animeprojektet jelentettek be.

## Fogadtatás
A sorozatból 2015 decemberéig 1,3 millió kötetet adtak el Japánban.

## Fordítás
- Ez a szócikk részben vagy egészben  a   Non Non Biyori című angol Wikipédia-szócikk ezen változatának fordításán alapul.  Az eredeti cikk szerkesztőit annak laptörténete sorolja fel. Ez a jelzés csupán a megfogalmazás eredetét és a szerzői jogokat jelzi, nem szolgál a cikkben szereplő információk forrásmegjelöléseként.